# Korpilombolo
Korpilombolo è una località situata nel comune di Pajala (contea di Norrbotten, Svezia), con 548 abitanti nel 2005.